# ブヴァン・ガウダ
ブヴァン・ガウダ（Bhuvan Gowda）は、インドのカンナダ語映画で活動する撮影監督。

## キャリア
2014年にプラシャーント・ニールの『Ugramm』に起用され、撮影監督デビューする。ガウダは主に5Dカメラを使用して撮影に参加した。2017年に参加したS・ラヴィンドラナートの『Pushpaka Vimana』では撮影技術を高く評価され、2018年には『K.G.F: CHAPTER 1』で再びプラシャーント・ニールの製作チームに参加し、第8回南インド国際映画賞でカンナダ語映画部門撮影賞を受賞した。同作の撮影では40キログラムのカメラやドローンを使用している。続編の『K.G.F: CHAPTER 2』でも引き続き撮影監督を務めている。

## フィルモグラフィー
- Ugramm（2014年）
- Gargar Mandala（2014年）
- Rathaavara（2015年）
- Pushpaka Vimana（2017年）
- K.G.F: CHAPTER 1（2018年）
- K.G.F: CHAPTER 2（2022年）
- SALAAR/サラール（2023年）

## 受賞歴
| 年                 | 部門                     | 作品                 | 結果               | 出典               |
| 南インド国際映画賞 | 南インド国際映画賞       | 南インド国際映画賞   | 南インド国際映画賞 | 南インド国際映画賞 |
| ------------------ | ------------------------ | -------------------- | ------------------ | ------------------ |
| 2019年             | カンナダ語映画部門撮影賞 | 『K.G.F: CHAPTER 1』 | 受賞               | [ 3 ]              |
| 2023年             | カンナダ語映画部門撮影賞 | 『K.G.F: CHAPTER 2』 | 受賞               | [ 6 ] [ 7 ]        |
| 2024年             | テルグ語映画部門撮影賞   | 『SALAAR/サラール』  | 受賞               | [ 8 ]              |